# Avvistamento di Ellsworth
Per avvistamento di Ellsworth si intende un avvistamento di UFO verificatosi nel 1953 negli Stati Uniti d'America a Rapid City nel Dakota del Sud e rilevato dal radar della vicina Ellsworth Air Force Base. Nelle ore successive l'avvistamento fu segnalato anche a Bismarck nel Dakota del Nord.

## Cronologia degli eventi
Il 5 agosto 1953 alle 20:05 Mrs Kellian, una volontaria dell'organizzazione di difesa civile Ground Observers Corp (GOC) residente a Blackhawk, un centro abitato vicino a Rapid City, chiamò la base aerea di Ellsworth per avvisare di avere visto una luce rossa brillante bassa sull'orizzonte, in direzione nord-est. Secondo quanto riferito dalla donna, la luce era inizialmente stazionaria, poi si mosse verso destra e quindi ritornò nella posizione originaria. Il militare che rispose al telefono mandò a controllare fuori dall'edificio tre uomini, che al loro ritorno gli riferirono di avere visto una luce muoversi velocemente in cielo in direzione nord-sud. Il radar della base captò un segnale nella direzione dove era stata avvistata la luce. 
Il controllo radar chiamò il pilota di un F-84 e gli disse di dirigersi verso il presunto oggetto. Il pilota captò sul radar del suo aereo un segnale che dava una distanza di circa 5 km e cercò di avvicinarsi, ma poco dopo avere stabilito un contatto visivo il segnale si spostò sul radar di 320°. Il pilota scattò alcune foto, ma in seguito si constatò che la fotocamera era malfunzionante e le foto non erano buone. Il pilota captò un ulteriore segnale, secondo cui il presunto oggetto era ad una distanza di circa 110 km, controllò il livello di carburante e riferì alla base, che gli ordinò di rientrare. Mentre l'aereo stava atterrando, il radar della base rilevò che l'UFO era tornato. Il luogotenente Needham, pilota di un altro F-84 che si trovava in volo, chiamò la base, dicendo di avere sentito alla radio la conversazione tra la base e il primo pilota; essendo incredulo, chiese il permesso d'investigare e gli fu concesso. Needham, un veterano della seconda guerra mondiale e della guerra di Corea, fu indirizzato dal controllo di terra nella direzione del presunto oggetto. Il pilota vide una luce che cambiava direzione; pensò al riflesso di qualche luce di terra, ma vedendo la luce muoversi sullo sfondo di tre stelle fisse si convinse di avere a che fare con un oggetto reale. Needham captò un segnale sul radar del suo aereo. Avvicinandosi alla luce, vide che diventò più luminosa e cambiò colore, passando dal rosso al bianco-bluastro. La luce sparì quindi alla vista del pilota, che rientrò alla base. 
Alle 23:42 il centro di controllo di Bismarck fu avvertito dell'avvistamento di un UFO nella zona di Rapid City, che si dirigeva verso nord. Il sergente in servizio e parecchi volontari salirono sui tetti e osservarono in cielo quattro oggetti brillanti. Alle 1:09 del 6 agosto un aereo Globemaster C-124 in volo su Bismarck vide in cielo un oggetto luminoso che scintillava emettendo una luce rossa e verde.

## Indagini e spiegazioni
Il caso fu indagato dal Progetto Blue Book. Il capitano Edward Ruppelt, direttore del Progetto, intervistò le persone coinvolte nel caso; in particolare, il luogotenente Needham, pilota del secondo F-84, gli disse di avere avuto paura dopo avere visto la luce misteriosa diventare più brillante e cambiare colore. Alla fine, il Progetto Blue Book classificò il caso come "non risolto". 
Il caso fu riesaminato successivamente dalla Commissione Condon, ma le conclusioni furono diverse. Fu intervistato un altro osservatore del GOC e si arrivò alla conclusione che la luce osservata inizialmente da Mrs Kellian sarebbe stata la luce rossa di segnalazione dell'antenna di una stazione radio. L'oggetto osservato successivamente dai tre militari della base di Ellsworth sarebbe stato un meteorite. Per quanto riguarda i successivi avvistamenti, il pilota del primo F-84 avrebbe osservato un miraggio della stella Polluce, mentre il pilota del secondo F-84 avrebbe osservato un miraggio della stella Mirfak. I miraggi delle stelle sarebbero stati causati dalle particolari condizioni meteorologiche di quella serata. I segnali radar vennero spiegati come falsi riflessi dovuti a propagazioni anomale causate da inversioni di temperatura dell'alta atmosfera. Gli oggetti brillanti osservati a Bismarck sarebbero stati invece le stelle Arturo, Capella e Betelgeuse e il pianeta Giove, osservati attraverso uno strato d'inversione termica. La luce di una stella osservata in particolari condizioni può dare l'impressione di una scintillazione.
La spiegazione della Commissione Condon viene giudicata da diversi ufologi una forzatura, ma viene ritenuta plausibile dagli scettici, secondo cui la propensione per l'ipotesi extraterrestre per spiegare l'osservazione di oggetti e fenomeni non identificati può condurre ad interpretare male i rapporti di avvistamenti di oggetti normali visti in condizioni particolari.